# 飛天 (樂曲)
《飛天》是一首國樂合奏曲，為1982年時徐景新、陳大偉所作。樂曲根據敦煌壁畫中飛天女神的形象為題材所作，具有特色的曲調、風格也善用國樂器的音色，是國樂界常演出的曲目之一。本曲在中國第三屆音樂作品評獎的民族器樂組中，獲得二等獎。
作曲者以音樂描繪飛天形象，不受空間限制，可以盡情抒發。旋律性格既統一復有變化，結構龐大，緊凑而不拖延。

## 樂曲沿革
徐景新在一次訪問敦煌之後，與陳大偉二人共同創作此曲。於第十屆「上海之春」音樂會首演。

## 樂曲結構
樂曲一開始的引子以雲鑼、碰鈴的響聲，高音、中音笙的七和弦極弱（pp）呼舌，揚琴雙聲部不同節奏交錯演奏，拉弦樂器四、五度音程滑奏，古箏碼後刮奏，低音樂器空五度持續低音伴奏，定音鼓五度上滑音等音效描繪「清風微拂、祥雲縈繞，淡霧回移、金光閃爍」的天庭。遼闊、明亮的口笛聲猶如自雲層中透出一般，飄逸而出。
中間的複三段體樂曲第一段由磬和卜魚的輕擊聲引出，在胡琴帶有流動感的切分顫音伴奏中，高音笙以其明亮、清脆的音色奏出舒暢舒展、優美動聽的古典曲調。其後主題移至B調羽調式重複，演奏聲部亦隨之增加，氣氛更為活躍。第二段共有兩個主題，在鈴、雲鑼、卜魚襯托下，彈撥樂奏出活潑、歡樂的第一主題，經過中速間奏後，第一主題以彈撥、胡琴的競奏形式再現，接著又突然停止，由古箏以渾厚的中、低音漸快奏出第二主題，多次變化、反覆後進入樂曲第一高潮。中間插入由管鐘和笙帶入的誦經嚴肅場面。第三段為第一段的主題再現，轉到E調羽調式，以吹管樂器高奏主題，彈撥樂器急速掃輪，拉弦樂器切分節奏顫音強奏和打擊樂器的交叉碰擊，展現出氣勢磅礴的天界。
尾聲為引子的再現，在弦樂透明的泛音聲中結束全曲，猶如眾神與仙女狂舞後逐漸離去。

## 外部連結
- YouTube上的《顧家風情》南藝青年指揮之夜 03 飛天